# Muntanya del Mestret
La muntanya del Mestret és una serra situada als municipis de la Nou de Gaià i Vespella de Gaià, a la comarca del Tarragonès, amb una elevació màxima de 128,7 metres.